# اکسل شاندورف
اکسل شاندورف (دانمارکی: Axel Schandorff; ۳ مارس ۱۹۲۵ – ۲۸ ژانویهٔ ۲۰۱۶) دوچرخه‌سوار اهل دانمارک بود.
وی در مسابقات کشوری و بین‌المللی در مجموع برندهٔ ۱ مدال برنز شده‌است.